# Beisebol do Brasil
O Beisebol foi trazido ao Brasil, a partir de 1850, por norte-americanos que trabalhavam em empresas como Light, Companhia Telefônica, Frigorífico Armour e funcionários do corpo diplomático dos Estados Unidos no Rio de Janeiro. Por muitas décadas o esporte foi incentivado e praticado pela colônia japonesa, principalmente nos Estados de São Paulo, Paraná e Mato Grosso. Apesar da antiga estigma de esporte fechado apenas para os membros da colônia, hoje é um esporte em franca expansão no território nacional para qualquer novo praticante e quem tenha interesse em aprender. Clubes espalhados por todo o Brasil estão abertos a novos atletas. A Major League Baseball, maior liga profissional do mundo, vê o Brasil como o novo grande celeiro de talentos a ser explorado. Cinco brasileiros já jogaram ou jogam atualmente na MLB, somados a 15 hoje nas categorias de base dos times, totalizando 20 profissionais divididos entre as Ligas Maiores e Menores. A Seleção Brasileira de Beisebol conquistou uma histórica e inédita medalha de prata nos Jogos Pan-Americanos de Santiago, no Chile, em 2023.

## História

### Breve História do Beisebol

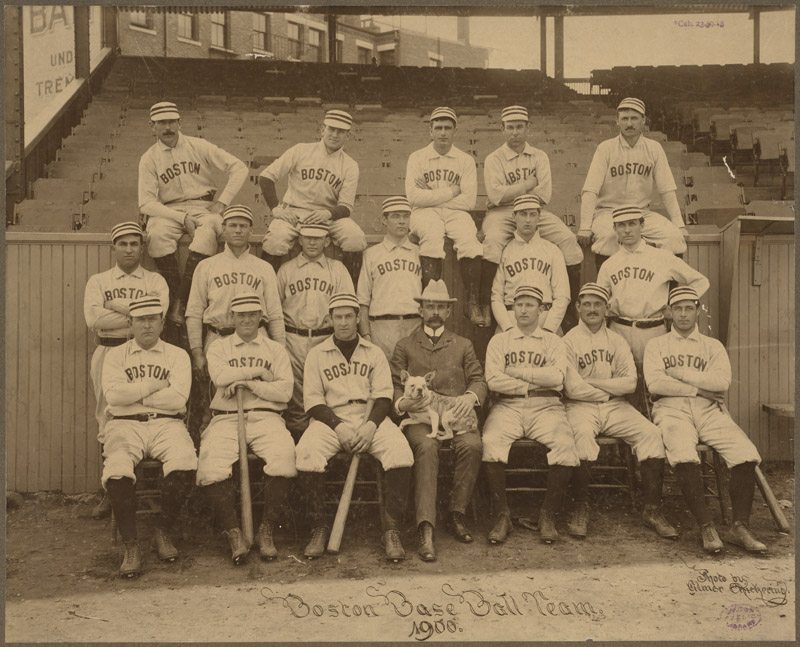
Equipe americana em 1900. O esporte é espalhado pelo mundo por trabalhadores americanos expatriados.

O Beisebol é um esporte norte-americano e tem suas raízes na Inglaterra, originado do cricket ou seu jogo irmão, o Rounders inglês, antes de 1700. Folcloricamente creditava-se sua origem a Abner Doubleday, em Cooperstown - NY, cem anos depois. Após análise histórica, verificou-se que o verdadeiro pai do beisebol foi Alexander Cartwright, criador de suas regras, as quais valem até hoje. Estudos apontam os pioneiros como meninos norte americanos que se divertiam nas ruas com bolas de cricket e bastão em forma de bat, utilizando como "base" duas estacas de 1,25 metro de altura e efetuando-se out quando o rebatedor era atingido pela bola lançada por um defensor. Não há precisão de datas, mas este fato deve ter ocorrido entre 1.800 a 1.835, marcando o início deste esporte.
Em 1846, foram rascunhadas as regras que regeriam o esporte: nove jogadores "titulares" por time e as quatro bases para percorrer. Mas até 1857, o jogo era limitado em 21 pontos, mudando para 9 innings. Um ano depois nasceu a primeira liga organizada, a National Association of Baseball Players. O profissionalismo nasceu em 1870 e ajudou muito na difusão do esporte. Deste modo, a liga mudou de nome para National League of Profissional Base Ball Clubs. Depois de 1901, a American League se declarou uma liga maior, que abrangeria os campeões da liga Americana e da Nacional. Em 1933 foi criado o All Star Game. O documentário "Baseball" de Ken Burns é uma grande referência sobre a cronologia do esporte.

### Primeiros Anos no Brasil: A Origem
De acordo com os arquivos da Biblioteca Nacional, um dos primeiros registros oficiais de uma partida de beisebol no Brasil foi feito pelo Jornal The Rio News, datado de 1897. Nesta nota o jornal menciona um jogo realizado no campo de cricket entre os "Pie Eaters" de Carston versus os "Tart Raiders" de Candido, no Rio de Janeiro . No ano seguinte, em 1898, o mesmo jornal anunciou o convite de um diplomata americano, Mr. F. Harvey ao Rio Cricket and Athletic Club para uma partida entre ingleses e americanos. A partir daí nasceria uma rivalidade saudável que proporcionaria diversos jogos abertos ao público da elite carioca na antiga capital .
A primeira menção do jornal a uma partida de beisebol na cidade de São Paulo ocorre 1899 no São Paulo Athletic Club. Considerado o pai do beisebol organizado no Brasil, Augustus Farnham Shaw junto com seu amigo Charles Miller, considerado pai do futebol no país organizavam e jogavam pela equipe do SPAC. Shaw, além de sua contribuição para o beisebol é considerado também o responsável por trazer o basquete ao Brasil. Diversas partidas foram realizadas dali por diante, algumas entre o SPAC e Associação Americana de Dentistas e outras de seleções do Rio de Janeiro contra São Paulo. 
De acordo com os arquivos do Jornal O Estado de São Paulo outra partida importante ocorreu no dia 1º de Novembro de 1902  entre as equipes Light x Power formadas pelos funcionários americanos e brasileiros da Companhia Light, em São Paulo.O jogo estava se popularizando entre as massas de trabalhadores assim como nos EUA. Com convites feitos em inglês, realizados por meio do Jornal, o Sr. Mario W. Tybiriçá convocava torcedores e interessados a assistirem estes “ matches” de “base-ball” realizados muitas vezes no Parque Antártica, sede do Clube Palmeiras. Outras partidas amistosas entre casados x solteiros  e outros times mistos aconteceram nos anos seguintes e foram registrados em anúncios do periódico.

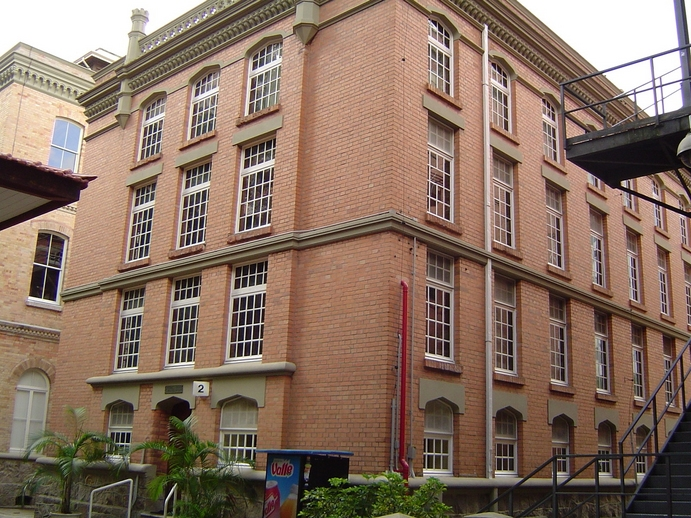
Universidade Mackenzie - Pioneiro na pratica do beisebol no Brasil

Este cenário se tornou mais competitivo quando o primeiro grande adversário da Light apareceu após 1907, o Mackenzie College, única instituição ainda existente daquela época. O esporte sempre fez parte da história do Mackenzie. A criação do Departamento de Cultura Física, em 1878, foi obra pioneira no Brasil. O esporte propriamente dito começou em 1893, quando o professor Augustus F. Shaw (1866-1939), formado em Yale, chegou dos Estados Unidos para lecionar no Mackenzie e começou a ensiná-lo aos seus alunos.
A Universidade Presbiteriana e
Colégio Americano Mackenzie ainda hoje representam o beisebol com muita força no cenário esportivo brasileiro, honrando seu papel de fundadora e guardiã não
apenas do futebol (Charles Muller realizou a primeira partida lá) e basquete como
também do beisebol. Relatos afirmam que as partidas organizadas pelo Mackenzie College, em 1910 atraiam mais público que os jogos de Futebol. Diversas equipes de Beisebol surgiram entre os anos 1900 e 1911, todas ligadas a agremiações de funcionários de empresas norte-americanas. Nos anos de 1903 a 1910 houve uma liga amadora comandada por um funcionário da companhia telefônica.

### Anos 10 a 20: Influência Japonesa

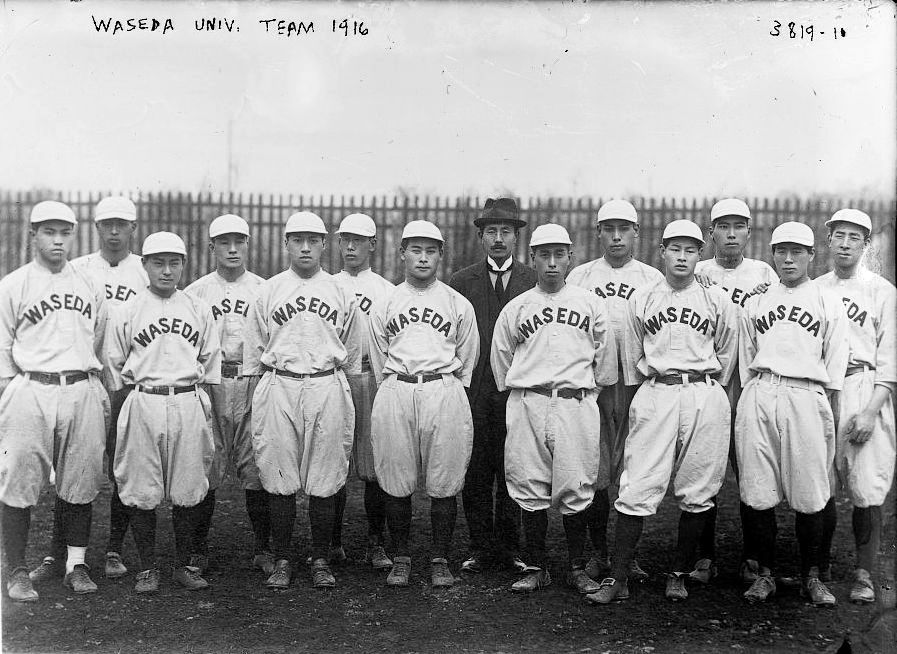
Universidade de Waseda, Japão - 1916. O Beisebol ganha os corações dos japoneses e ajuda na integração das comunidades de imigrantes no Brasil. Patrimonio Cultural.

A influência japonesa no Beisebol brasileiro começou a partir de 1908, quando o navio Kasato Maru trouxe os primeiros imigrantes japoneses. Os primeiros equipamentos para a prática do esporte foram trazidos pelo Sr. Samejima nesta viagem. O primeiro time da colónia japonesa foi criado em 1918 pelo japonês Kenji Sassawara e chamava-se Mikado. Sassawara jogou primeiramente nos times norte-americanos até ser incentivado pelo consul do Japão, Sado Matsumura, a montar uma equipe para a colônia.
O impacto da vinda dos imigrantes japoneses foi grande, transformando os anos de 1925 a 1938 a primeira "era de ouro" do beisebol nacional. Com a eclosão da Segunda Guerra Mundial e a proibição de reunião pública e uso de língua e costumes por parte dos imigrantes oriundos dos países do Eixo pró-fascismo, o beisebol teve um intervalo até 24 de setembro de 1946 com a fundação da Federação Paulista de Beisebol e Softbol.
Em 1926, com a chegada de Isamu Yuba ao Brasil, o beisebol expande para o interior e outras cidades do estado de São Paulo. Com isso foram criadas ligas como a Noroeste, Paulista e Sorocaba, unidas pela ferrovia do café. Contudo o beisebol foi praticado até o início da Segunda Guerra Mundial, período do qual fez com que a prática do esporte no país ficasse estagnada.

### Anos 30 a 60: A Expansão para o Interior Paulista
O primeiro campeonato aconteceu em 1936, época em que se registrou uma grande expansão dos japoneses no interior, foi realizado na cidade de São Paulo o Grande Torneio Nacional de Beisebol, com a participação de Bastos, Paraguaçu Paulista, São Paulo.... e Tietê. O time da Colônia Aliança, que ficou de fora da primeira edição do torneio, participou da segunda graças à adoção de um sistema de eliminatórias regionais que já eram defendidas desde antes. Da terceira edição em diante, o torneio passou a ser financiado pelo Jornal Nippak. Com a cobrança de ingressos, o torneio chegou até a sexta edição, realizada em 1941, ano que por causa da entrada do Japão na Segunda Guerra Mundial, as associações japonesas foram fechadas, fazendo deste o último campeonato e partida oficial de beisebol no pré-guerra.
Entre os pioneiros clubes paulistas estão: Coopercotia, São Paulo, Anhanguera, Gigantes, Ipiranga, Piratas, Osasco, Kodama e União Assahi (Santo André), vindo depois o, Faísca, Ipiranga e Piratas (que jogava com uma autorização para usar o escudo do São Paulo Futebol Clube. No interior do estado, os pioneiros foram Aliança, Mirandópolis, Bastos, Paraguaçu Paulista, Tietê, Araçatuba, Junqueirópolis, vindo depois Pacaembu, Pereira Barreto, Getulina e Tupã. No Paraná, a formação de clubes iniciou-se por Curitiba, onde se formaram várias equipes.
Com o desenvolvimento do esporte, principalmente no interior de São Paulo, onde os imigrantes japoneses trabalhavam em fazendas, organizaram-se torneios. Estes times foram a base para a fundação de uma federação, comandada pelo jornalista de A Gazeta Esportiva, Olimpio da Silva e Sá, seu primeiro presidente e que esteve à frente da entidade por 17 anos.
Diversos times, alguns apoiados por clubes tradicionais da cidade, como o Espéria surgiram com a construção do Estádio Municipal de Beisebol do Bom Retiro (Mie Nishi). O estádio foi o primeiro campo de beisebol construído por uma administração pública na América Latina.
Entre os anos 1960 e 1970 seleções de países como Japão, EUA, Itália, Panamá e Venezuela visitaram o país, que impulsionado por times semiprofissionais bancados por empresas de origem japonesa no Brasil, ampliaram a prática do beisebol.

### Anos 70 a 90: A Decadência e Reclusão
A falta de cobertura da mídia por considerar o Beisebol um esporte de colônia e a perda de patrocínio das equipes semiprofissionais no fim dos anos 1970 a 1990 (a coincidir com a crise económica no País) diminuíram o número de praticantes adultos no esporte, que por falta de incentivo interromperam carreiras como jogadores para trabalhar. Outro grande problema que fez com que diminuísse a prática do beisebol no País foram as migrações de "dekasseguis" (emigrantes brasileiros descendentes de japoneses) para o Japão em busca de melhores empregos. 

### Beisebol Brasileiro Atualmente: O Crescimento e Abertura

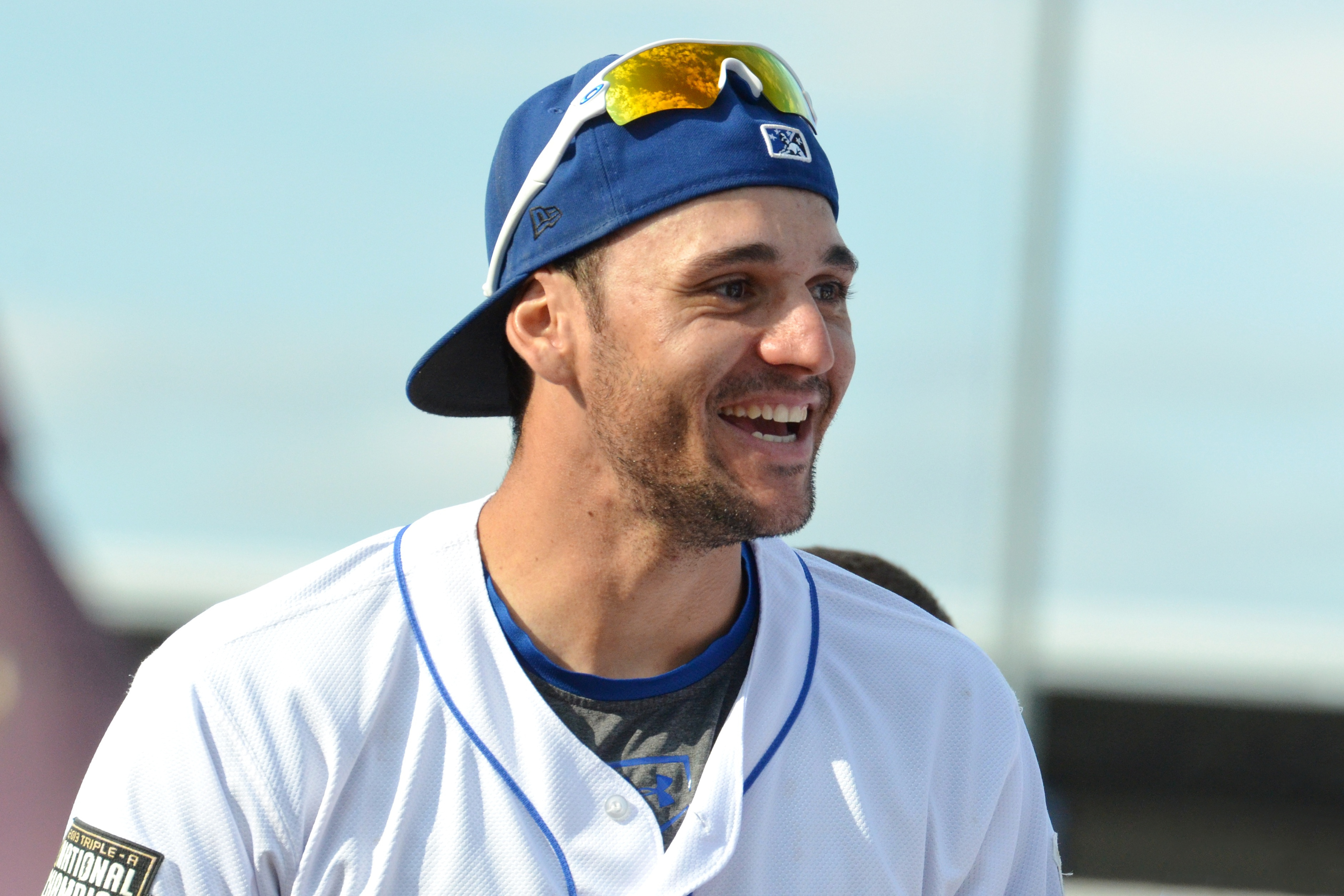
O defensor externo Paulo Orlando foi o primeiro brasileiro a ser campeão da World Series pelo Kansas City Royals em 2015.

Hoje, diante de um cenário muito favorável, o beisebol cresce de maneira vertiginosa no Brasil, assim como o Futebol Americano. As transmissões de jogos da Major League Baseball pelos canais de televisão ESPN e FOX Sports, além do acesso a Internet e Mídias Sociais, proporcionaram ao público brasileiro não apenas o interesse pelo jogo, mas um maior conhecimento das regras, jogadores, times e ligas do exterior (EUA, Japão e Venezuela). Somado a isto, o ingresso dos brasileiros Yan Gomes (Cleveland Indians), André Rienzo (Miami Marlins) e Paulo Orlando (Kansas City Royals) na MLB atraíram os olhares dos canais de televisão abertos do Brasil (Globo, SBT, Record, Band) e principais jornais, consequentemente atraindo maior número de fãs e praticantes do esporte.

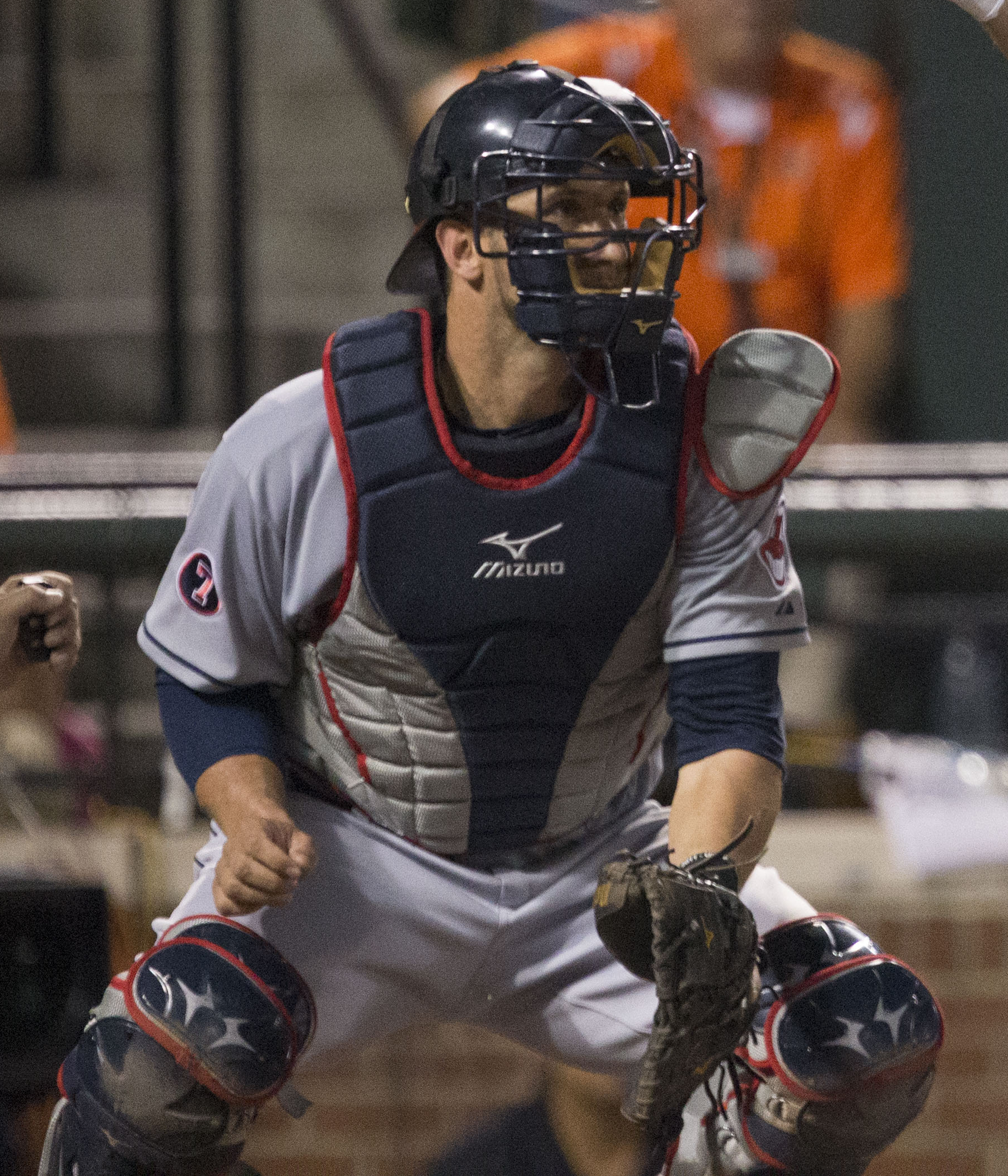
O receptor Yan Gomes foi o segundo brasileiro a ser campeão da World Series pelo Washington Nationals em 2019.

A Major League Baseball iniciou seu investimento no Brasil realizando anualmente no CT Yakult em Ibiúna o MLB Elite Camp, hoje MLB Academy (durante o ano inteiro), onde busca, por meio da parceria com a CBBS, encontrar novos talentos no esporte para assinarem contratos com as equipes integrantes da liga profissional americana. Atualmente, cerca de 16 jovens brasileiros fazem parte das equipes de base dessas franquias, as chamadas equipes da Minor League Baseball, passos iniciais antes de chegar a liga principal, muitas vezes chamada pelos seus próprios jogadores como "The Show". Entre as equipes amadoras federadas com maior destaque estão Atibaia, Gecebs, Nippon Blue Jays, Anhanguera e Cooper O O Cotia, além de equipes do MT e PR. A Taça Brasil e o Campeonato Brasileiros são os torneios disputados por esses times.
O beisebol é bastante praticado nos meio universitário brasileiro, porém de forma amadora. A primeira equipe universitária a ganhar um campeonato de clubes no Brasil foi a Medicina USP sendo bicampeã do Campeonato Paulista ganhando os títulos de 2012 e 2015 e com diversas outras campanhas de destaque, como o vice-campeonato de 2016. Entre as equipes amadoras independentes com maior destaque estão: Tampa Bay Rays Brasil, Underdogs, Bats, Bacamartes, New Giants, Tomateros, Náutico, ANC Indians, São Bernardo, Poli-USP, Mavericks, Fea-USP, Medicina-USP, Atibaia, Mackenzie, Tozan, BH Capitals, Farrapos, Porto Alegre White Tigers, Latinos, Cariocas, Volta Redonda, Tigres de Uberlândia, Maringá, Marília, Mogi, Ibiúna, Anhanguera, Nippon Blue Jays, Cooper Clube, Gigantes, Bastos Beisebol Clube, Guararapes, Guarulhos, Presidente Prudente, Santos Beisebol, Natal Solaris, Furious, Joinville Royals, Beisebol Sant´s do Pará, Vitória, Salvador Troopers, Recife Mariners, João Pessoa Bravos, Kangaços de Maracanaú, Fortaleza Beisebol, Curitiba Lapwings, Londrina, Gecebs, Black Dogs e Rookies, entre outras. A Liga São Paulo de Beisebol, Liga Paulista de Beisebol, Liga de Desenvolvimento, Campeonato Carioca, Taça Nordeste e Torneio Nacional Amador são os campeonatos disputados por essas equipes. Outro formato de Liga foi recém criada com o nome de Metropolitan Baseball League, a mais bem sucedida entre as amadoras.

### Geração de Prata
A Seleção Brasileira de Beisebol surpreendeu e conquistou a medalha de prata nos Jogos Pan-Americanos de Santiago 2023. Com o resultado expressivo, muitos torcedores e jornalistas passaram a apelidar o time brasileiro de "Geração de Prata do Beisebol", fazendo clara alusão a Geração de Prata do Voleibol Masculino dos anos 80.
Durante a competição, o Brasil venceu as tradicionais e favoritas Venezuela e Cuba. Derrotou também a Colômbia (que viria a ser a campeã do torneio) e o forte Panamá, dois países com bastante renome no Beisebol.

### Brasileiros na MLB e MiLB
O Brasil conta hoje com 2 jogadores na Major League Baseball (MLB) e 16 prospectos na Minor League Baseball (MiLB). São Eles:
Major League Baseball:
Yan Gomes - Chicago Cubs : Em 2012 Yan Gomes se tornou o primeiro brasileiro a jogar na MLB pelo Toronto Blue Jays, jogando primeiramente como jardineiro interno (Infielder). Este fato lhe rendeu um lugar no Baseball Hall of Fame em Cooperstown, NY. Logo em seguida foi transferido para o Cleveland Indians como Catcher, onde hoje é ídolo da torcida e jogador fundamental para a equipe. - https://www.mlb.com/player/yan-gomes-543228
Thyago Vieira - Milwaukee Brewers - http://m.mlb.com/player/600986/thyago-vieira :Vindo das categorias de base do Seattle Mariners, foi trocado para o Chicago WS. 2018 é o seu primeiro ano como titular. Arremessador Closer, seus arremessos de bolas rapidas podem chegar a 100 mph.
Minor League:
Andre Rienzo - Nuevo Laredo (Mexican League): Em 2013 Andre Rienzo se tornou o primeiro arremessador a iniciar um jogo pelo Chicago White Sox, transferido em 2015 para o Miami Marlins e posteriormente para o Padres, onde se lesionou e passou por uma cirurgia Tommy John. Hoje joga na principal liga do México buscando uma volta aos EUA. - http://m.mlb.com/player/516589/andre-rienzo
Leonardo Reginnato - Minesotta Twins - AAA : Leonardo está na AAA da Franquia e aguarda sua promoção à Liga Principal.
Bo Takahashi - Arizona D-Backs - AA
Eric Pardinho - Toronto Blue Jays - A Adv
Luiz Paz - Los Angeles Dodgers - A
Gabriel Maciel - Arizona D-Backs - A
Edilson Batista - Boston Red Sox - A
Heitor Tokar - Houston Astros - DSL
Victor Mascai Coutinho - Houston Astros - DSL
Vitor Watanabe - Milwaukee Brewers - DSL
Igor Kimura - Tampa Bay Rays - DSL
Igor Januario - Seatte Mariners - DSL
Gunn Okamoto - Seattle Mariners - DSL
Arthur Sabino - Texas Rangers - DSL
Christian Pedrol - Seattle Mariners - DSL
Gabriel Barbosa - Colorado Rockies - DSL
Mateus Silva - Oakland Athletics - DSL

### Beisebol Brasileiro / Personalidades do Esporte
O empresário e executivo brasileiro Thiago Ramos de Sousa, MBA, PMP, autor do livro "Aprendendo com os Yankees: O que a maior franquia esportiva de todos os tempos pode ensinar sua empresa" e figura conhecida no meio do beisebol nacional, hoje é o maior investidor privado no beisebol brasileiro, além de atuar como representante e Scout (olheiro) da equipe profissional do Houston Astros no país.Thiago se tornou recentemente o primeiro Scout brasileiro a receber um anel de campeão da World Series. Após seu trabalho com os Astros no ano de 2017, assinando dois prospectos, o arremessador Heitor Tokar e infielder Victor Mascai Coutinho, o olheiro foi agraciado com a jóia, tornando-se junto com o jogador do Kansas City Royals Paulo Orlando, os únicos brasileiros com o título da categoria.
Com experiência de mais de 25 anos no beisebol internacional amador (Venezuela, EUA e Argentina), como jogador teve como um de seus professores o ex-jogador e técnico Ozzie Guillen, campeão das World Series em 2003 (Florida Marlins) e 2005 (Chicago White Sox). Com um olhar profissional de negócios e visão estratégica de Marketing Esportivo, investe no desenvolvimento, ensino, capacitação, divulgação, crescimento e profissionalização do beisebol independente brasileiro.

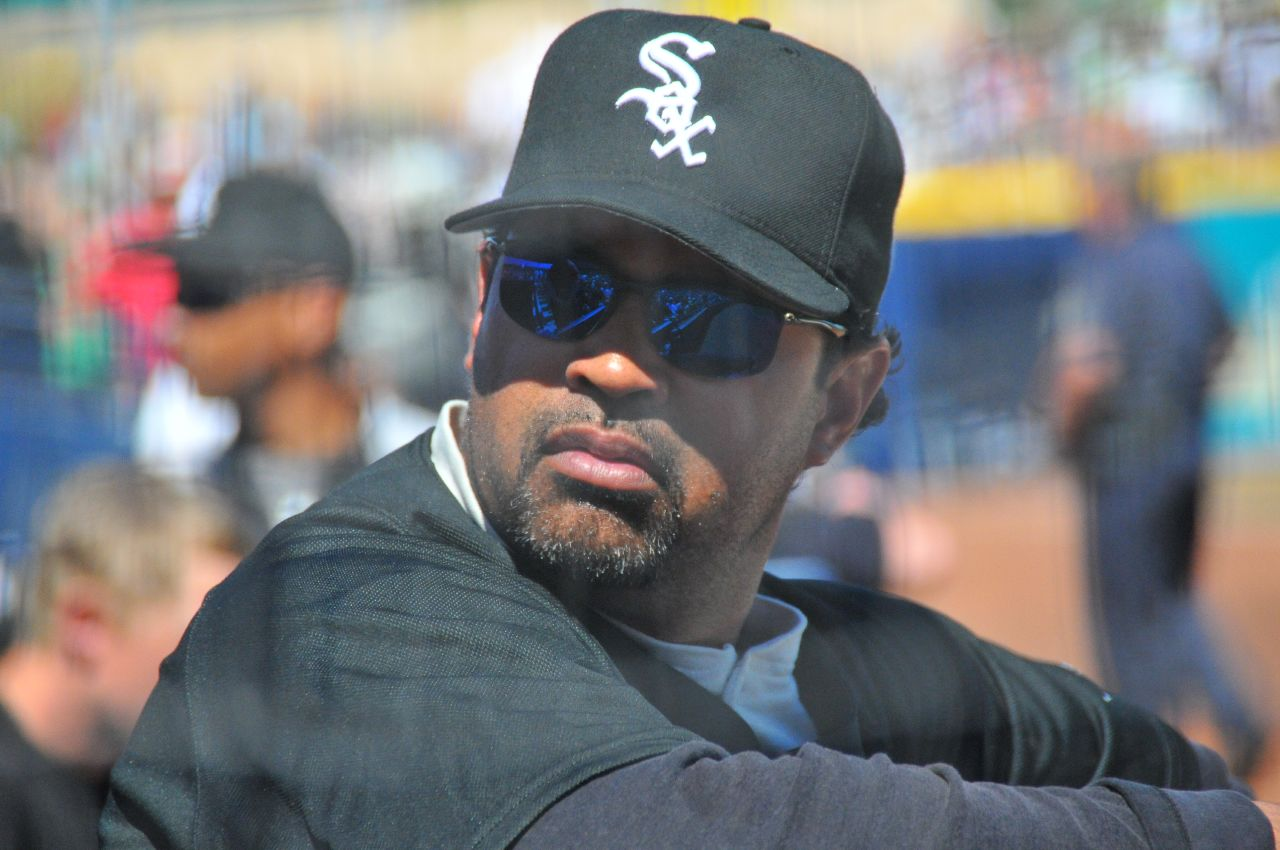
Ozzie Guillen, ex-técnico do Chicago White Sox

Thiago é certificado em Sports Management pela Columbia University e em Baseball General Management & Scouting pela SMWW, além de Youth Baseball Coach pela Major League Baseball (MLB) e pela USA Baseball, principal órgão regulador do beisebol amador norte americano. Ramos também é membro da American Baseball Coaches Association (ABCA), principal organização profissional para treinadores de beisebol em nível amador, fundada em 1945. Seus mais de 6.600 membros representam todos os 50 estados dos EUA e mais de 23 países. Desde sua fundação, inclui oito divisões do esporte nos Estados Unidos: NCAA Division I, II and III, NAIA, Junior College, Pacific Association Division, High School and Youth. Além da ABCA, também é Diretor da Little League Baseball - Distrito 3 em São Paulo, instituição fundada em 1939 em Williansport, PA e que promove o jogo de beisebol para crianças e adolescentes pelo mundo.

Houston Astros

Fundador da primeira e única Academia de Beisebol no Brasil, a TRS Baseball Academy, localizada em São Paulo, atraiu os olhares e investimentos da equipe americana de beisebol profissional Tampa Bay Rays, integrante da MLB. A equipe de executivos do Rays, liderada pelo ex-jogador profissional e atual diretor de operações da organização no país, Adriano de Souza, tentou anteriormente estabelecer uma academia da franquia na cidade de Marília, porém forças políticas impediram a realização deste projeto. Com a nova parceria, diversos projetos foram lançados pelo país com o objetivo de ensinar crianças, jovens e adultos a prática do beisebol, permitindo um maior acesso e inclusão social por meio deste esporte, antes fechado a comunidades e clubes privados. A equipe amadora do Tampa Bay Rays Brasil, em um planejamento de longo prazo, tem apresentado resultados significativos no cenário do beisebol brasileiro.
Além da equipe adulta, o Rays em conjunto com a TRS investem na construção de campos no interior e capital paulistas, clinicas, projetos sociais através da Fundação Tampa Bay do Brasil e capacitação de professores de educação física das redes públicas de ensino.
Atualmente, além dos trabalhos em conjunto com o Houston Astros, Ramos articula alianças entre as equipes nacionais, ligas e instituições do esporte com objetivo de viabilizar a criação da Associação Brasileira de Beisebol Amador (ABBA), além de se engajar em projetos com a MLB e Confederação Brasileira de Beisebol em busca de espaços públicos para a prática do esporte.

## MLB
A Major League Baseball é o nível mais alto de jogo em beisebol profissional nos Estados Unidos da América (29 times) e Canadá (1 time). Mais especificamente, Major League Baseball ("MLB") refere-se à entidade que opera as duas melhores ligas da América do Norte, a Liga Nacional e a Liga Americana, por meio de uma estrutura organizacional conjunta que existe entre elas desde 1920.
A MLB é governada pela Major League Constitution, um acordo que passou por várias versões desde 1920, com a mais recente revisão tendo sido feita em 2001. A MLB, sob a direção de seus comissários, contrata e mantém as equipes de arbitragem, e negocia marketing, regras de trabalho e contratos de televisão. O aspecto tradicionalista da MLB efetivamente previne as promoções ou descidas de divisão anuais de equipas nas grandes ligas em virtude de seu desempenho.
FORMATO DA COMPETIÇÃO
A temporada regular começa em meados de abril e termina em meados de setembro. Cada time joga 162 partidas contra todos os outros, sendo que podem enfrentar um adversário 5 ou 6 vezes dependendo da quantidade de confrontos nas temporadas anteriores.
PLAYOFFS
Os playoffs (ou mata-matas) são disputados no mês de outubro em séries "melhor-de-cinco"/"melhor-de-sete". Os playoffs são divididos em 2 chaves, uma só para times da American League e outra só para times da National League.
WORLD SERIES
A World Series (ou Série Mundial) é como são chamadas as finais da MLB, disputadas sempre na última semana de outubro entre os campeões da American League e da National League e assim como nos playoffs também é jogada em uma série "melhor-de-sete", o time da conferência que foi campeã do All-Star Game tem o direito de jogar 4 partidas em casa.

## Estádios e equipes brasileiras

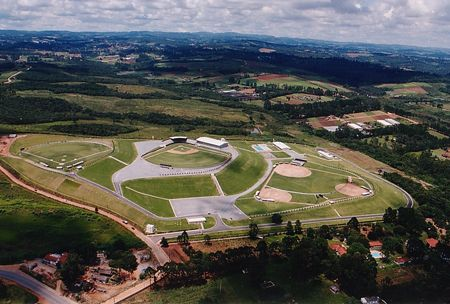
Centro de Treinamento Yakult, localizado em Ibiúna. Casa da Confederação Brasileira de Beisebol e Softbol.

Os principais estádios de Beisebol do Brasil ficam em São Paulo (Estádio Mie Nishi)  e em Londrina (Estádio Takeshi Sugeta). O Estádio Mie Nishi têm capacidade para 2.500 pessoas. O Estádio de Londrina pode receber o dobro de público. Ainda existe um outro centro de beisebol de relevância no País. No município de Ibiúna, a aproximadamente 55 quilómetros da cidade de São Paulo, o Complexo de Beisebol Yakult, sob gerência da Confederação Brasileira de Beisebol e Softbol. Este complexo possui três campos oficiais de Beisebol, uma quadra poliesportiva, uma piscina semi-olímpica, refeitório e alojamentos.
Atualmente novos campos de beisebol oficiais vem sendo construídos no país, com destaque para o complexo construído na cidade de Garça em São Paulo pela equipe do Tampa Bay Rays e um em Salvador, construído pela equipe do Salvador Troopers. A MLB busca no futuro construir um estádio nos altos padrões da liga americana para abrigar um jogo oficial.

### Beisebol em São Paulo
Em São Paulo, principal polo do beisebol nacional, a Liga Paulista de Beisebol teve início em 2008, tendo como campeã a equipe do centro universitário da FEI. A equipe vice-campeã foi outra relacionada a uma universidade (USP): a FARMIME, que veio a tornar-se a campeã da edição 2009, vencendo o Kanpai Team na final. O ano de 2010 marcou a maior edição da Liga, contando com 18 times, tendo sido muito disputada até a grande final; em um duelo entre indiscutivelmente os dois melhores times da temporada, o Bacamartes venceu a equipe do New Giants A e foi a grande campeã. Hoje, São Paulo conta com diversas equipes na Capital e no Interior do Estado. A principal Liga disputada, além das oficiais da Federação é a Liga São Paulo de Beisebol, entrando em sua quarta edição com cerca de 15 equipes inscritas.
As principais equipes de São Paulo são: Tampa Bay Rays Brasil, Tomateros, Underdogs, Bacamartes, New Giants, Mavericks, Black Dogs (Santos), Rookies (Campinas), São Bernardo Beisebol Clube e Bats.

### Beisebol no Rio de Janeiro
No Rio de Janeiro, o cenário atual aponta um progresso relativamente elevado em relação aos demais estados do país, apesar da falta de recursos materiais e financeiros, além da ainda pequena procura de adeptos ao esporte.
No Rio de Janeiro o esporte iniciou de forma mais "profissional;" através do time Arsenal BrazilianBaseball Team, criado pela família Macedo em 1993. Neste mesmo ano se fundou a Federação do Rio de Janeiro, presidida pelo Sr. Orlando Macedo. O time Arsenal afiliado a Confederação Brasileira de Beisebol e Softebol e Federação de Beisebol e Softebol do Rio de Janeiro, participaram de 2 campeonatos nacionais sendo o primeiro time de não descendentes de japoneses a participar de um campeonato nacional.
O projeto do Campo de Beisebol da Lagoa, no maior cartão postal da cidade foi desenhado pelos irmãos Macedo (Orlando, Alberto, Eduardo e Marcelo) em conjunto com a prefeitura local da Lagoa Rodrigo de Freitas e que foi o pontapé inicial para que o esporte se desenvolvesse entre as diferentes comunidades no Rio de Janeiro.
Em seu momento com mais de 150 atletas, os integrantes do Arsenal passaram a ajudar na difusão do esporte dando palestras em escolas e universidades, viajando para demonstrações do esporte a cidades vizinhas e ate comentando o esporte em eventos da TV a cabo.
Após a realização dos XV Jogos Pan-americanos no Rio, a modalidade obteve alguma visibilidade e assim aumentou o interesse pelo jogo. A Federação Carioca de Beisebol e Softbol é a entidade máxima no Estado, e está em processo de reformulação administrativa. Em 2007, o Campeonato Estadual teve realizada sua terceira edição, e sagrou como bicampeão o Cariocas, que em revanche pela final passada, levou a melhor sobre o Itaguaí pelo placar de 12 a 10. Os participantes desta edição foram o Cariocas, da Zona Sul do Rio de Janeiro; Itaguaí Bunka Clube, de Itaguaí; Latinos, da Zona Norte do Rio de Janeiro e Rio Nikkei, também da Capital.
A primeira disputa do Campeonato Carioca de Beisebol ocorreu em 2005 e seu primeiro campeão também foi o Cariocas. Em 2006, o Itaguaí Bunka Clube conquistou seu primeiro título. Com relação a participação em nível nacional, a edição inaugural do Torneio Nacional de Beisebol Iniciante em Ibiúna (SP), mostrou um bom nível dos clubes do Rio, representado pela terceira colocação do Latinos, seguido do Cariocas, em quarto lugar.
Firmado como um dos principais clubes do estado, o Cariocas Beisebol e Softbol já começa a colher os frutos pelos excelentes resultados e devido ao bom trabalho, iniciou recentemente seu time de principiantes, com o plantel formado por jovens entre 13 e 19 anos, que dispõe de condições de treino iguais às oferecidas aos campeões cariocas. Assim a instituição pretende consolidar sua força perante aos demais clubes e preparar uma nova geração de jogadores para o futuro.Para quem quiser jogar no Cariocas Beisebol e Softbol,é só ir no Cantagalo as Terças,Quintas às 15:30 e Domingo(sem horário determinado).
O interior do estado também conta com diversos times (que geralmente realizam amistosos contra os da capital) e campos improvisados para a prática do esporte. Em sua maioria também praticam softbol, e entre suas principais equipes estão Papucaia, Funchal e Piranema.
A estrutura física para a prática do beisebol no Estado é precária. Existe apenas um campo fixo para prática do esporte na cidade do Rio, localizado às margens da Lagoa Rodrigo de Freitas, na altura do Corte do Cantagalo, que é o atual de Centro de Treinamento do Cariocas Beisebol e Softbol, e do Latinos, pois onde treinavam ficará menor, desviando as possibilidades de treinos. Sua área equivale à metade de um campo de softbol e está permanentemente cheio de lama e mato. A Federação Carioca de Beisebol e Softbol entrou com um processo de adoção do campo no Departamento de Parques e Jardins da Prefeitura. A assinatura do termo de adoção será feita esse ano (2008), com vigência de dois anos. Paralelamente, também há um audacioso projeto visando a construção de um campo com medidas oficiais na Cidade Universitária, localizada na Ilha do Fundão, com a possibilidade do surgimento de times universitários e o aumento da popularidade do esporte entre os estudantes.
Os Jogos Panamericanos de 2007 não deixaram benefícios concretos à modalidade. As instalações construídas na Cidade do Rock para a competição foram temporárias, sendo desmontadas após o término da competição, não trazendo progresso no sentido de infra-estrutura à cidade.
O Campeonato Carioca de 2008 foi vencido pelo Rio Nikkey do Cosme Velho. Em uma partida emocionante com os Cariocas, o Nikkey venceu o jogo em 12 a 4, Ivo Tatiabana foi eleito o destaque do campeonato. Nesse ano de 2009 se espera a presenca além dos 6 times que disputaram o último campeonato, a presenca de mais três times: Escola Americana, Niteroi e Santa Cruz.
No Campeonato Carioca de Beisebol 2009, não deu outra. Rio Nikkey se consagrou bicampeão estadual depois de vencer por virada os Latinos por 6 X 5 na prorrogacão. Os Latinos estavam vencendo por 5 X 1 até o 5o inning, quando um "gland-slam" do 3a base dos Nikkeys, Moreto, decretou o empate do time da Zona Sul do Rio. Abalados pelo empate e não conseguindo conter o time da colônia, os Latinos cederam 1 corrida e a incrível vitória do Rio Nikkey Cats (como agora são chamados, depois da união com o time Cats).
O Campeonato Carioca de 2009, contou com a participacão de 5 times: Cariocas, Latinos, Rio Nikkey Cats, Nova Friburgo e Cs Rookies.

### Beisebol no Rio Grande do Sul
No Rio Grande do Sul, o esporte ainda está em crescimento. Hoje em dia, há 6 times, que disputam a Liga Gaúcha de Beisebol, que são: Hunters de Santa Cruz do Sul; Bromos de Pelotas; Farrapos de Porto Alegre; Ceramica de Gravatai, White Tigers de Porto Alegre e Chimangos de Porto Alegre.

### Beisebol no Espírito Santo
No Espírito Santo (estado) as atividades de Beisebol tiveram início dentro da comunidade japonesa local. A equipe foi criada pela Associação Nikkei de Vitória (ANV), no ano de 1988. O professor Seiji Oku, da JICA, com o apoio de diversos associados, conseguiu algumas doações de equipamentos enviados do Japão, e começou a treinar a garotada. No início os treinos eram realizados em um campo localizado onde atualmente é o Clube Capixaba de Golfe, no município da Serra. Posteriormente os treinos passaram para o campo construído pela Prefeitura Municipal de Vitória ao lado da ANV, no Parque Pedra da Cebola. Essa foi uma importante mudança para o desenvolvimento do Beisebol no estado, especialmente por facilitar o acesso dos atletas. A equipe sempre se pautou na disciplina e dedicação, e com este espírito que o Departamento de Beisebol e Softbol tem trabalhado para desenvolver a modalidade na Grande Vitória. No ano de comemoração dos 20 anos da equipe (em 2008), foi conquistado o título de Campeã do II Torneio Nacional de Beisebol Iniciante.

### Beisebol no Ceará
No Ceará (estado), o Beisebol ainda está em desenvolvimento, mas já existem equipes amadoras consideradas importantes, como o Fortaleza Beisebol, fundado em 2004, o Kangaços de Maracanaú e o Ceará Beisebol Clube. O Fortaleza Beisebol teve sua marca atrelada ao Fortaleza Esporte Clube, em 2019. No estado, há também a Associação Cearense de Beisebol (ACB), que iniciou suas atividades em 2006.

### Beisebol universitário no Brasil
O primeiro Campeonato Universitário de Beisebol no Brasil, foi realizado no ano de 1957. Atualmente, em São Paulo, ele é organizado pela Federação Universitária Paulista de Esportes (FUPE).
O beisebol é bastante praticado nos meio universitário brasileiro, porém de forma amadora. A primeira equipe universitária a ganhar um campeonato de clubes no Brasil foi a Medicina USP sendo bicampeã do Campeonato Paulista ganhando os títulos de 2012 e 2015 e diversas outras campanhas de destaque como o vice campeonato de 2016.
O Beisebol universitário é um grande meio de difundir o esporte no Brasil, principalmente entre os não descendentes de orientais. Muitos começam a ter o primeiro contato com o Beisebol somente na faculdade, pois não existe beisebol escolar.